# Damòteles d'Etòlia
Damòteles (en llatí Damoteles, en grec antic Δαμοτέλης) fou un ambaixador de la Lliga Etòlia.
Per consell d'Atenes va ser un dels ambaixadors enviats a Roma l'any 190 aC per negociar la pau amb el senat, i va tornar el 189 aC sense haver-ho aconseguit. En entrar al país el cònsol Marc Fulvi Nobílior, el van tornar a enviar a Roma novament però en arribar a Lèucada es va assabentar que Fulvi en el seu camí cap a l'Epir, havia assetjat Ambràcia, i considerant que no podia tenir èxit va tornar a Etòlia. Amb altres ambaixadors, va ser enviat a Ambràcia per demanar la pau a Fulvi, i finalment el cònsol els la va concedir i va ser ratificada pel senat.